# NGC 4180
NGC 4180 (ook: NGC 4182) is een spiraalvormig sterrenstelsel in het sterrenbeeld Maagd. Het hemelobject werd op 13 april 1784 ontdekt door de Duits-Britse astronoom William Herschel.

## Synoniemen
- IRAS 12104+0719
- UGC 7219
- MCG 1-31-25
- VCC 73
- PGC 38964